# Procés de Galton-Watson
En estadística matemàtica, el procés de Galton-Watson (o arbre de Galton-Watson), en honor dels matemàtics britànics Francis Galton i Henry William Watson els quals el van enunciar per primera vegada el 1874, és un procés estocàstic per modelitzar el creixement de grups d'objectes que es regeneren a si mateixos. Es pot tractar de persones, bacteris o partícules atòmiques.
Inicialment, Galton i Watson el van establir per explicar el perquè de la desaparició al llarg del temps de determinats cognoms. El model va ser oblidat durant forces anys, fins que va ser rescatat pels matemàtics Andrei Kolmogórov (1938), Steffensen (1932) i Alfred J. Lotka (1931 i 1939). A partir de 1940 es va desenvolupar notablement pel seu interès en l'estudi de les reaccions nuclears en cadena (Leó Szilárd).

## Definició
El model es construeix per generacions: en el primer moment, {\displaystyle Z_{0}}, només hi ha un individu; en el següent moment, {\displaystyle Z_{1}}, és reemplaçat per la seva descendència. I així successivament per les demés generacions {\displaystyle Z_{2}}, {\displaystyle Z_{3}}, ... És, doncs, un procés discret que es caracteritza pel fet que cada individu genera un nombre aleatori de descendents independentment dels altres individus. El nombre de membres de cada generació, {\displaystyle Z_{0},Z_{1},Z_{2},...,Z_{n}} forma una cadena de Màrkov.

## Conceptes
S'assumeix que els cognoms es transmeten a tots els nens masculins pel seu pare, per tal de simplificar el model. Suposem que el nombre de fills d'un home és una variable aleatòria distribuïda en el conjunt {0, 1, 2, 3, ...}, i que és independent per a cada home, totes amb la mateixa distribució. Aleshores, la conclusió matemàtica substancial més senzilla és que si la mitjana dels fills d'un home és 1 o menys, el seu cognom gairebé desapareixerà, segurament, i si és més d'1, hi ha més de probabilitat zero que sobreviurà qualsevol nombre determinat de generacions. Les aplicacions modernes inclouen les probabilitats de supervivència d'un nou gen mutant o la iniciació d'una reacció en cadena nuclear o la dinàmica de brots de malalties en les seves primeres generacions de propagació o les possibilitats d'extinció de la petita població d'organismes. També s'explica, potser més proper a l'interès original de Galton, per què només un grapat d'homes en el profund passat de la humanitat ara tenen descendents de la línia masculina supervivents, reflectits en un nombre bastant reduït d'haplogrups d'ADN cromosòmic humans. Un corol·lari d'altes probabilitats d'extinció és que si un llinatge ha sobreviscut, és probable que hagués experimentat, purament per casualitat, una taxa de creixement inusualment elevada en les seues primeres generacions, almenys en comparació amb la resta de la població.